# San Juan Bautista Tuxtepec
San Juan Bautista Tuxtepec (kurz: Tuxtepec) ist eine Stadt im Süden Mexikos. Die Stadt liegt im Landesinneren. In der Stadt leben etwa 100.000 Menschen. Tuxtepec ist die zweitgrößte Stadt des  Bundesstaats Oaxaca. Ihr Name leitet sich von dem Nahuatl-Wort tōchtepēc ab (deutsch: „im Kaninchenhügel“).

## Lage

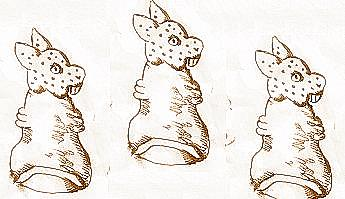
Der Ortsname Tōchtepēc (Tuxtepec) in Nahuatl-Symbolschrift

Tuxtepec liegt im Norden des Bundesstaats Oaxaca. Die Stadt wird vom Río Papaloapan durchquert und liegt auf einer Höhe von 20 Metern. Etwa 20 km westlich der Stadt liegt der Stausee Miguel Alemán. 1944 kamen durch eine vier bis neun Meter hohe Flutwelle des Río Papaloapan viele Menschen ums Leben. 1969 traf eine weitere Überschwemmung, 1985 das große Erdbeben mit dem Epizentrum in Michoacán die Stadt. 

## Geschichte
Die moderne Siedlung wurde 1811 gegründet und 1825 zur Stadt erhoben. 2012 wurden die Überreste einer großen aztekischen Siedlung entdeckt. In den 1980er Jahren erlebte die Stadt, die bis dahin ein Zentrum der Holzverarbeitung war, einen Aufschwung durch die Gründung einer großen Brauerei und des Instituto Tecnológico de Tuxtepec.

## Religion
94 % der Bevölkerung Tuxtepecs ist katholischen Glaubens. 1979 schuf Papst Johannes Paul II. das bis heute bestehende Bistum Tuxtepec, das 688.000 Katholiken beherbergt. Sitz des Bistums ist die Kathedrale San Juan Batista in Tuxtepec.